# Kabinett Schmidt II
Unter dem Begriff Kabinett Schmidt II versteht man die zweite von Bundeskanzler Helmut Schmidt geführte Bundesregierung. Sie amtierte vom 16. Dezember 1976 (etwa 10 Wochen nach der Bundestagswahl 1976) bis zum 4. November 1980 (etwa vier Wochen nach der Bundestagswahl 1980).

## Abstimmung im Bundestag
| Wahlgang                                                     | Kandidat        | Kandidat             | Stimmen    | Stimmenzahl | Anteil | Koalitionspartei(en) | Koalitionspartei(en) | Koalitionspartei(en) |
| ------------------------------------------------------------ | --------------- | -------------------- | ---------- | ----------- | ------ | -------------------- | -------------------- | -------------------- |
| 1. Wahlgang                                                  |                 | Helmut Schmidt (SPD) | Ja-Stimmen | 250         | 50,3 % |                      |                      | SPD, FDP             |
| 1. Wahlgang                                                  | Nein-Stimmen    | Helmut Schmidt (SPD) | 243        | 49,1 %      |        |                      |                      | SPD, FDP             |
| 1. Wahlgang                                                  | Enthaltungen    | Helmut Schmidt (SPD) | 1          | 0,2 %       |        |                      |                      | SPD, FDP             |
| 1. Wahlgang                                                  | Ungültig        | Helmut Schmidt (SPD) | 1          | 0,2 %       |        |                      |                      | SPD, FDP             |
| 1. Wahlgang                                                  | nicht abgegeben | Helmut Schmidt (SPD) | 1          | 0,2 %       |        |                      |                      | SPD, FDP             |
| Damit wurde wieder Helmut Schmidt zum Bundeskanzler gewählt. |                 |                      |            |             |        |                      |                      |                      |

## Kabinett
| Amt oder Ressort                              | Bild                                                | Name                                          | Partei | Partei | Parlamentarische Staatssekretäre bzw. Staatsminister                                                      | Partei | Partei |
| --------------------------------------------- | --------------------------------------------------- | --------------------------------------------- | ------ | --- | --- | ------ | ------ |
| Bundeskanzler                                 |                                                     | Helmut Schmidt (1918–2015)                    |        | SPD | Hans-Jürgen Wischnewski (1922–2005) bis 10. Dezember 1979 Gunter Huonker (1937–2021) ab 10. Dezember 1979 |        | SPD    |
| Stellvertreter des Bundeskanzlers Auswärtiges |                                                     | Hans-Dietrich Genscher (1927–2016)            |        | FDP | Klaus von Dohnanyi (* 1928)                                                                               |        | SPD    |
| Stellvertreter des Bundeskanzlers Auswärtiges | Hildegard Hamm-Brücher (1921–2016)                  | Hans-Dietrich Genscher (1927–2016)            |        | FDP | FDP |        |        |
| Inneres                                       |                                                     | Werner Maihofer (1918–2009) bis 8. Juni 1978  | FDP    | Gerhart Baum (1932–2025) bis 8. Juni 1978 Andreas von Schoeler (* 1948)                                            | | FDP    |        |
| Inneres                                       | Gerhart Baum (1932–2025) ab 8. Juni 1978            |                                               | FDP    | Gerhart Baum (1932–2025) bis 8. Juni 1978 Andreas von Schoeler (* 1948)                                            | | FDP    |        |
| Justiz                                        |                                                     | Hans-Jochen Vogel (1926–2020)                 |        | SPD | Hans de With (* 1932)                                                                                     |        | SPD    |
| Finanzen                                      |                                                     | Hans Apel (1932–2011) bis 16. Februar 1978    | SPD    | Karl Haehser (1928–2012) Rainer Offergeld (* 1937) bis 16. Februar 1978 Rolf Böhme (1934–2019) ab 16. Februar 1978 | | SPD    |        |
| Finanzen                                      | Hans Matthöfer (1925–2009) ab 16. Februar 1978      |                                               | SPD    | Karl Haehser (1928–2012) Rainer Offergeld (* 1937) bis 16. Februar 1978 Rolf Böhme (1934–2019) ab 16. Februar 1978 | | SPD    |        |
| Wirtschaft                                    |                                                     | Hans Friderichs (* 1931) bis 7. Oktober 1977  |        | FDP | Martin Grüner (1929–2018)                                                                                 |        | FDP    |
| Wirtschaft                                    | Otto Graf Lambsdorff (1926–2009) ab 7. Oktober 1977 |                                               |        | FDP | Martin Grüner (1929–2018)                                                                                 |        | FDP    |
| Ernährung, Landwirtschaft und Forsten         |                                                     | Josef Ertl (1925–2000)                        | FDP    | Georg Gallus (1927–2021)                                                                                           | | FDP    |        |
| Arbeit und Sozialordnung                      |                                                     | Herbert Ehrenberg (1926–2018)                 |        | SPD | Hermann Buschfort (1928–2003)                                                                             |        | SPD    |
| Verteidigung                                  |                                                     | Georg Leber (1920–2012) bis 16. Februar 1978  | SPD    | Andreas von Bülow (* 1937)                                                                                         | | SPD    |        |
| Verteidigung                                  | Hans Apel ab 16. Februar 1978                       |                                               | SPD    | Andreas von Bülow (* 1937)                                                                                         | | SPD    |        |
| Jugend, Familie und Gesundheit                |                                                     | Antje Huber (1924–2015)                       | SPD    | Fred Zander (1935–2012)                                                                                            | | SPD    |        |
| Verkehr und Post- und Fernmeldewesen          |                                                     | Kurt Gscheidle (1924–2003)                    | SPD    | Ernst Haar (1925–2004) bis 29. März 1979 Erhard Mahne (1931–2023) ab 29. März 1979 Lothar Wrede (1930–2019)        | | SPD    |        |
| Raumordnung, Bauwesen und Städtebau           |                                                     | Karl Ravens (1927–2017) bis 16. Februar 1978  | SPD    | Dieter Haack (* 1934) bis 16. Februar 1978 Dietrich Sperling (1933–2023) ab 16. Februar 1978                       | | SPD    |        |
| Raumordnung, Bauwesen und Städtebau           | Dieter Haack (* 1934) ab 16. Februar 1978           |                                               | SPD    | Dieter Haack (* 1934) bis 16. Februar 1978 Dietrich Sperling (1933–2023) ab 16. Februar 1978                       | | SPD    |        |
| Innerdeutsche Beziehungen                     |                                                     | Egon Franke (1913–1995)                       | SPD    | Egon Höhmann (1926–1979) verstorben am 19. Januar 1979 Heinz Kreutzmann (1919–2005) ab 7. Februar 1979             | | SPD    |        |
| Forschung und Technologie                     |                                                     | Hans Matthöfer bis 16. Februar 1978           | SPD    | Volker Hauff (* 1940) bis 16. Februar 1978 Erwin Stahl (1931–2019) ab 16. Februar 1978                             | | SPD    |        |
| Forschung und Technologie                     | Volker Hauff (* 1940) ab 16. Februar 1978           |                                               | SPD    | Volker Hauff (* 1940) bis 16. Februar 1978 Erwin Stahl (1931–2019) ab 16. Februar 1978                             | | SPD    |        |
| Bildung und Wissenschaft                      |                                                     | Helmut Rohde (1925–2016) bis 16. Februar 1978 | SPD    | Peter Glotz (1939–2005) bis 16. Mai 1977 Björn Engholm (* 1939) ab 18. Mai 1977                                    | | SPD    |        |
| Bildung und Wissenschaft                      | Jürgen Schmude (1936–2025) ab 16. Februar 1978      |                                               | SPD    | Peter Glotz (1939–2005) bis 16. Mai 1977 Björn Engholm (* 1939) ab 18. Mai 1977                                    | | SPD    |        |
| Wirtschaftliche Zusammenarbeit                |                                                     | Marie Schlei (1919–1983) bis 16. Februar 1978 | SPD    | Alwin Brück (1931–2020)                                                                                            | | SPD    |        |
| Wirtschaftliche Zusammenarbeit                | Rainer Offergeld (* 1937) ab 16. Februar 1978       |                                               | SPD    | Alwin Brück (1931–2020)                                                                                            | | SPD    |        |

## Veränderungen
Am 16. Mai 1977 schied der Parlamentarische Staatssekretär beim Bundesminister für Bildung und Wissenschaft, Peter Glotz, aus der Bundesregierung aus und wechselte als Senator für Wissenschaft und Forschung nach Berlin. Zu seinem Nachfolger wurde am 18. Mai 1977 Björn Engholm berufen.
Am 8. September 1977 teilte Bundeswirtschaftsminister Hans Friderichs überraschend mit, dass er im Oktober 1977 in den Vorstand der Dresdner Bank eintreten werde. Zu seinem Nachfolger wurde am 7. Oktober 1977 der wirtschaftspolitische Sprecher der FDP-Bundestagsfraktion, Otto Graf Lambsdorff, ernannt.
Am 4. Februar 1978 gab Regierungssprecher Klaus Bölling die lange erwartete Kabinettsumbildung bekannt, von der allerdings nur die von SPD-Mitgliedern geführten Bundesministerien betroffen waren. Wirksam wurde diese Kabinettsumbildung mit der Vereidigung der Bundesminister am 16. Februar 1978. Dabei schieden Bundesbildungsminister Helmut Rohde, der durch Affären als geschwächt geltende Verteidigungsminister Georg Leber,  Bundesbauminister Karl Ravens, der als SPD-Spitzenkandidat für die Landtagswahl 1978 nach Niedersachsen ging und die während ihrer gesamten Amtszeit von beständiger Kritik begleitete Entwicklungshilfeministerin Marie Schlei endgültig aus der Bundesregierung aus.
Das Bundesfinanzministerium übernahm der bisherige Bundesminister für Forschung und Technologie, Hans Matthöfer; der bisherige Finanzminister Hans Apel wechselte in das Bundesministerium der Verteidigung. Die Leitung des Bundesministeriums für Raumordnung, Bauwesen und Städtebau wurde vom bisherigen Parlamentarischen Staatssekretär Dieter Haack übernommen. Neuer Bundesminister für Forschung und Technologie wurde der bisherige Parlamentarische Staatssekretär Volker Hauff und der Parlamentarische Staatssekretär beim Bundesminister der Finanzen, Rainer Offergeld, wurde zum Bundesminister für wirtschaftliche Zusammenarbeit ernannt. Neu ins Kabinett kam der Vorsitzende des Arbeitskreises für Außen- und Sicherheitspolitik der SPD-Bundestagsfraktion, Jürgen Schmude, als Bundesminister für Bildung und Wissenschaft.
Zu neuen Parlamentarischen Staatssekretären wurden Rolf Böhme beim Bundesminister der Finanzen,  Dietrich Sperling beim Bundesminister für Raumordnung, Bauwesen und Städtebau und Erwin Stahl beim Bundesminister für Forschung und Technologie ernannt.
Nachdem er u. a. durch die sog. Lauschaffäre Traube immer mehr an Rückhalt verloren hatte, trat Bundesinnenminister Werner Maihofer am 6. Juni 1978 von seinem Amt zurück. Zu seinem Nachfolger wurde am 8. Juni 1978 der bisherige Parlamentarische Staatssekretär Gerhart Rudolf Baum ernannt.
Am 19. Januar 1979 starb der Parlamentarische Staatssekretär beim Bundesminister für innerdeutsche Beziehungen Egon Höhmann. Sein Nachfolger wurde am 7. Februar 1979 Heinz Kreutzmann.
Der zum Vorsitzenden der Gewerkschaft der Eisenbahner Deutschlands gewählte Ernst Haar schied am 29. März 1979 aus der Regierung aus. Sein Nachfolger als Parlamentarischer Staatssekretär beim Bundesminister für Verkehr und Post- und Fernmeldewesen wurde am selben Tage Erhard Mahne.
Als Nachfolger für Hans-Jürgen Wischnewski, der zum stellvertretenden Bundesvorsitzenden der SPD gewählt worden war, wurde am 10. Dezember 1979 entsprechend der schon länger bekannten Planung Gunter Huonker zum Staatsminister beim Bundeskanzler ernannt.

## Fußnote
1. ↑  Weder Parlamentarische Staatssekretäre noch Staatsminister sind nach Art. 62 GG Teil der Bundesregierung.